# 필리핀큰발윗수염박쥐
필리핀큰발윗수염박쥐(Myotis macrotarsus)는 애기박쥐과 윗수염박쥐속에 속하는 박쥐이다. 말레이시아와 필리핀에서 발견된다. 동굴과 경작지에서 서식한다.